# Archipel de La Maddalena
L'archipel de La Maddalena  est un groupe d'îles situé au nord-est de la Sardaigne, au large de la Costa Smeralda. 

## Géographie
Les principales îles de l'archipel sont La Maddalena, Caprera, Mortorio, Santo Stefano, Spargi, Budelli, Santa Maria, Razzoli, ainsi que d'autres plus petites pour un total de 62 îles et îlots bordés par environ 180 km de côtes cumulés. 
Depuis 1994, la totalité de l'archipel – aussi bien le domaine terrestre que maritime – est incluse dans le parc national de l'archipel de La Maddalena ; aussi, durant la période comprise entre les mois de mai et octobre, il est nécessaire de se munir de l'autorisation adéquate accordée par la direction du parc. L'archipel est une destination recherchée par les plaisanciers pour ses beautés naturelles et ses eaux immaculées couleur émeraude.

## Histoire
En février 1793, durant l'expédition de Sardaigne, à laquelle le lieutenant-colonel Bonaparte a participé, l'archipel est le théâtre de combats entre les troupes sardes et françaises, avec en particulier une tentative de bombardement qui tourne court.
Caprera est connue pour avoir accueilli Garibaldi durant son exil et est reliée par un isthme artificiel à La Maddalena. Santo Stefano a abrité entre 1972 et 2008 une base de sous-marins américains. La population de l'archipel est issue d'une immigration corse remontant aux XVIIe et XVIIIe siècles.